# 彭綸
彭綸（1901年—1951年9月），字雲谷，四川省古藺縣人。曾當選為古藺縣第一屆國民大會代表。

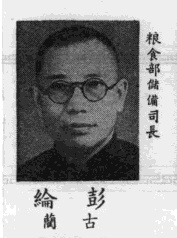
民國37年出版的《第一屆國民大會專輯》中的彭綸肖像

## 經歷[1]
- 民國十四年（1925年），加入中國國民黨，組織中山主義同盟。
- 民國十四年（1926年），到武漢參加北伐軍，任武漢國民革命軍總政治部黨務特派員，師政治部主任。
- 民國十六年（1927年），畢業於北京師範大學國文系。
- 民國十七年（1928年），任南京國民革命軍總司令部政治部中將主任，南京中央軍校校長辦公廳秘書主任，兼軍校特別學部執行委員。
- 抗日戰爭爆發後，任中國國民黨四川省黨部黨務指導委員，四川省第十五行政督察區專員兼保安司令。
- 民國卅二年（1943年）8月，任四川省田糧賦管理處處長。
- 民國卅五年（1946年），任糧食部田賦署副署長
- 民國卅六年（1947年）11月，再任四川省田賦糧食管理處處長
- 民國卅六年（1947年）冬，參加古藺縣國大代表選舉，得11.87萬票多數當選。[2]
- 民國卅七年（1948年）1月，任糧食部儲備司司長，糧食部參事
- 1949年後，留大陸。[3]